# Livre des Routes et des Royaumes

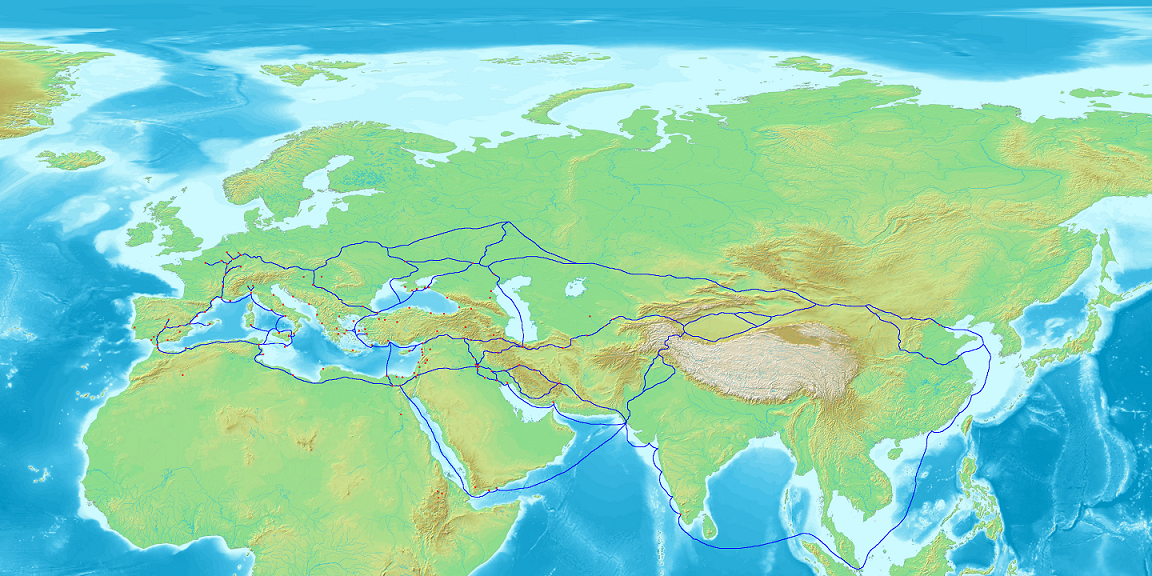
Carte de l'Eurasie montrant le réseau commercial des Radhanites (vers 870), tel qu'il est décrit par ibn Khordadbeh dans le Livre des Routes et des Royaumes

Le Livre des Routes et des Royaumes (en arabe : كتاب المسالك والممالك, Kitāb al-masālik wa al-mamālik) est un texte du IXe siècle d'ibn Khordadbeh, un géographe perse.

## Contenu
Il cartographie et décrit les principales routes commerciales du monde musulman de l'époque et discute des régions commerciales éloignées telles que le Japon, la Corée et la Chine. Il fut écrit vers 870 au moment où son auteur était directeur des postes et de la police de la province abbasside de Jibal.
Le Livre décrit les routes commerciales et les peuples de la civilisation islamique. C'est une des seules sources qui citent les Radhanites, des marchands juifs.